# The Inexorable
The Inexorable är det tredje studioalbumet av det amerikanska death metal/black metal-bandet Angelcorpse, utgivet 1999 av skivbolaget Osmose Productions.

## Låtlista
| Nr | Titel                            | Längd |
| -- | -------------------------------- | ----- |
| 1. | Stormgods Unbound                | 3:40  |
| 2. | Smoldering in Exile              | 5:01  |
| 3. | Reaver                           | 3:42  |
| 4. | Wolflust                         | 4:46  |
| 5. | As Predator to Prey              | 4:25  |
| 6. | Solar Wills                      | 3:23  |
| 7. | Begotten (Through Blood & Flame) | 5:46  |
| 8. | The Fall of the Idols of Flesh   | 3:46  |

## Medverkande
Musiker (Angelcorpse-medlemmar)
- Pete Helmkamp – sång, basgitarr
- Gene Palubicki – gitarr
- Tony Laureano – trummor

Produktion
- Angelcorpse – producent
- Jim Morris – ljudtekniker, ljudmix, mastering
- Joe Petagno – omslagskonst
- Joe "Devil" Craig – logo